# Patentanwaltsordnung
Die Patentanwaltsordnung (PAO) ist die zentrale gesetzliche Regelung für den Berufsstand der Patentanwältinnen und Patentanwälte in Deutschland und enthält zudem Bestimmungen für die Verfahren in Angelegenheiten des gewerblichen Rechtsschutzes.

## Inhalt
Neben Vorschriften über die Voraussetzungen zur Erlangung des Patentanwaltsberufes (§§ 5–24), über dessen Rechtsstellung (§§ 1–4, § 155 f.) und Berufspflichten (§§ 39–52b), zur Rechtsfähigkeit von Patentanwaltsgesellschaften (§§ 52c–52m) sowie über die berufsständische Organisation in der Patentanwaltskammer (§§ 53–82a) enthält die PAO umfangreiche formellrechtliche Bestimmungen. Letztere sind insbesondere spezifische Regelungen für die Verfahren in Patentanwaltssachen vor den Landgerichten und den Oberlandesgerichten (§§ 85–89), vor dem Bundesgerichtshof (§§ 90–94), für das gerichtliche Verfahren in verwaltungsrechtlichen Patentanwaltssachen (§§ 94a–94e) sowie für das berufsgerichtliche Verfahren (§§ 95–144a). Weitere Vorschriften betreffen u. a. die Kosten in Patentanwaltssachen (§§ 145–151). In der Anlage zur PAO befindet sich ein konkretes Gebührenverzeichnis zu den verwaltungsrechtlichen Patentanwaltssachen (§ 146) und zu den Kosten im berufsgerichtlichen Verfahren (§ 148).

## Geschichte
Das Gesetz, betreffend die Patentanwälte vom 21. Mai 1900 (RGBl. S. 233) vereinheitlichte auf Reichsebene bis dahin geltende verstreute und partikularrechtliche Rechtsnormen. Eine Neufassung trat mit dem Patentanwaltsgesetz vom 28. September 1933 (RGBl. I S. 669) größtenteils am 1. Januar 1934 in Kraft; dessen bereinigte Fassung wurde zum 1. Januar 1967 von der Patentanwaltsordnung vom 7. September 1966 (BGBl. I S. 557) abgelöst.

## Österreich
Einen mit dem der Patentanwaltsordnung vergleichbaren Regelungshorizont hat in der Republik Österreich das Bundesgesetz vom 7. Juni 1967, mit dem der Patentanwaltsberuf geregelt wird (Patentanwaltsgesetz), BGBl. Nr. 214/1967.

## Schweiz
Die aktuelle Rechtsgrundlage für den Patentanwaltsberuf in der Schweizerischen Eidgenossenschaft ist das Bundesgesetz über die Patentanwältinnen und Patentanwälte (Patentanwaltsgesetz, PAG) vom 20. März 2009 (BBl. 2009 S. 2013).